# أسطوانة الشعرة
أسطوانة الشعرة أو أسطوانة حول الشعرة (بالإنجليزية: Hair casts)‏ (بالإنجليزية: Pseudonits)‏ تُمثل بقايا غمد الجذر الداخلي وعادةً ما تحدث بأعدادٍ كبيرة وقد تُحاكي الصؤابة في فروة الرأس.:764